# Borgore
Asaf Borger (en hebreo: אסף בורגר: Jolón, 20 de octubre de 1987), más conocido por su nombre artístico Borgore, es un DJ, rapero, cantante y productor israelí. Actualmente ocupa el puesto #105 en la revista DJ Mag, en 2017 ocupó el puesto #117 y en 2016 el #76. Es el fundador de Buygore Records y fue baterista de una banda de death metal de su país, llamada Shabira. Además, formó parte del dúo de música dubstep Alphamale Primates junto al productor Tomba, que también fue el guitarrista de la banda Shabira que integró el mismo Borgore. Con referencia a su estilo musical, lo definió como «gorestep», en el que incorpora un modelo de triple batería con influencias del heavy metal.
Algunas de sus producciones han sido comparadas con bandas sonoras de películas de terror, animales de granja y sexo. Lanzó varias de sus producciones por las discográficas Spinnin' Records y Sumerian Records.
En 2012, relanzó el sencillo «Decisions» con las voces de Miley Cyrus. Colaboración por la cual obtuvo severas críticas tanto de parte de sus propios fanes, como de los seguidores de los principales géneros que produce y representa, muchos consideraron que la colaboración atendía a una simple estrategia de marketing para darse a conocer más dentro del mercado estadounidense. 
2013 también es el año en el que Borgore alcanza la fama dentro del panorama del EDM gracias a sus sencillos "Incredible" (Spinnin Records) junto a Carnage, o "Wild Out" (Dim Mak Records) junto a Waka Flocka Flame y Paige. Pero es "Unicorn Zombie Apocalypse" junto a Sikdope, en 2014, el tema que catapulta a Borgore a los principales puestos de las listas musicales y obteniendo más de 100 millones de visitas en Youtube.
Tras un paso exitoso por los géneros más comerciales del EDM, Borgore decide abandonar Spinnin Records y se centra en su sello Buygore Records, para poder retornar al origen de su estilo musical. Es así como lo más remarcable de esta nueva etapa es el lanzamiento de los álbumes "#NEWGOREORDER" (2014) y "The Buygore Album" (2015) en el que está presente el dubstep pero también se combina el trap electrónico o el big room house. A finales de 2015 también publica el EP "Keep It Sexy" que incluye el exitoso tema "Forbes" junto al rapero G-Eazy.
2016 supone el regreso completo de Borgore al dubstep, y que se refleja con el lanzamiento de los sencillos "100's", "Daddy", "Goddess", "Blast Ya" junto a Berrington Levy o "Magic Trick" con la colaboración de Juicy J, aunque también experimenta con otros estilos más suaves como en  "Best".
El año 2017 es una continuación del 2016 en cuanto a estilo musical se refiere. Lo más destacable de 2017, aparte de los temas más notables como "Shrimp Creature" junto a Nick Colletti o "Blasphemy", es el tema "Salad Dressing" junto a la actriz y cantante Bella Thorne.
En 2018 Borgore se centra en los artistas que componen su sello discográfico y experimenta un cambio musical que recuerda al de sus inicios, lanzando varios temas con Benda, GG Magree, SVDDEN DEATH o AFK. 
Aunque quizá lo más destacable de este año es la publicación de su álbum de jazz "Adventures In Time", en el que el productor lleva años trabajando y el retorno al big room house y a Spinnin' Records con el lanzamiento de "Elefante", un tema que se publica con el objetivo de recaudar dinero para el David Sheldrick Wildlife Trust, el programa de rescate y rehabillitación de elefantes y rinocerontes más grande del mundo. A finales de año publica su primer EP desde 2015, "The Firest", con tres canciones y contando con la colaboración de THIRTY RACK (más conocido como Carnage), Gucci Mane y Tima Dee.
Su sello Buygore Records ha servido como "cantera" para artistas de los géneros dubstep, future bass o trap tales como Dead Audio, Ookay, Sikdope, Kennedy Jones, Jauz, Marshmello (Dotcom) o Ray Volpe entre otros.

## Discografía

### Álbumes, EP y LP
- Chiaroscuro (2024; Buygore)
- Slaughterhouse EP (2021; Buygore)
- The Art Of Gore (2019; Buygore)
- The Firest EP (2018; Buygore)
- Adventures In Time LP (álbum de jazz) (9 de mayo de 2018)
- Keep It Sexy EP (2015; Buygore)
- The Buygore Album (2015; Buygore Records)
- #NEWGOREORDER (2014; Buygore / Dim Mak Records)
- Wild Out EP (2013; Dim Mak Records)
- Legend EP (2013; Buygore)
- #TURNUP EP (2012; Buygore)
- Decisions EP (2012; Buygore / Dim Mak Records)
- Borgore's Misadventures in Dubstep (2012, UFK)
- Flex EP (2012; Buygore)
- The Filthiest Hits...So Far (2011; Sumerian)
- Delicious EP (2011; Buygore)
- Borgore Ruined Dubstep, Pt. 1 (2010; Buygore)
- Borgore Ruined Dubstep, Pt. 2 (2010; Buygore)
- Birthday and the Black November / Ambient Dub Shit (2010; Audio Freaks)
- Ice Cream Mixtape (2009; Self-Released)
- Gorestep's Most Hated (2009; Self-Released)
- Gorestep: Vol. 1 (2009; Shift Recordings)

### Sencillos
- 2009: Borgore: Act Like a Ho (Trillbass Records) (Act Like a Ho)
- 2010: Borgore: Birthday and The Black November (Audio Freaks) (Birthday and The Black November)
- 2011: Borgore: Delicious (Buygore Records) (Delicious EP)
- 2011: Borgore: Sex Instructor Doctor (Sumerian)
- 2011: Borgore: Final Episode (Sumerian)
- 2011: Borgore: Love (Sumerian)
- 2011: Borgore: Casablanca (Sumerian)
- 2012: Borgore feat. Shay: Flex (Buygore Records) (Flex EP)
- 2012: Borgore feat. Miley Cyrus: Decisions (Buygore Records) (#NEWGOREORDER)
- 2012: Borgore feat. Carnage: Turn Up (Buygore Records) (Turn Up EP)
- 2013: Carnage & Borgore: Incredible (Spinnin' Records)
- 2013: Cedric Gervais & Borgore: Deception (Spinnin' Records)
- 2013: Borgore feat. Kennedy Jones: Macarena (Buygore Records)
- 2013: Borgore: Legend (Buygore Records) (Legend EP)
- 2013: Borgore feat. Adi Ulmansky: Kill Them All (Buygore Records) (Legend EP) (#NEWGOREORDER)
- 2013: Borgore feat. Waka Flocka Flame & Paige: Wild Out (Dim Mak Records) (Wild Out EP)
- 2014: Borgore & Sikdope: Unicorn Zombie Apocalypse (Spinnin' Records)
- 2014: Borgore: Ratchet (Dim Mak Records) (#NEWGOREORDER)
- 2015: Borgore feat. G-Eazy: Forbes (Buygore Records) (Keep It Sexy EP)
- 2015: Steve Aoki & Borgore: Phenomena (Ultra Records) (Neon Future Odyssey)
- 2015: Borgore & Addison: School Daze (Buygore Records /  Armada Music)
- 2015: Borgore x Caked Up: Tomahawk (Buygore Records / Trap City)
- 2016: Borgore: I Love Tacos (Buygore Records)
- 2016: Borgore feat. Berrington Levy: Blast Ya (Buygore Records / Trap City)
- 2016: Borgore x Half Empty feat. Pouya: Goddess (Buygore Records)
- 2016: Borgore: 100's (Buygore Records)
- 2016: Borgore: Daddy (Buygore Records)
- 2016: Borgore: Best (Buygore Records / Armada Music)
- 2016: Borgore feat. Yael: Jingle Bells (Buygore Records)
- 2016: Borgore feat. Juicy J: Magic Trick (Buygore Records)
- 2017: Borgore: Harder (Buygore Records)
- 2017: Borgore: Big Bad (Buygore Records)
- 2017: Borgore feat. ShayGray: Help (Buygore Records)
- 2017: Borgore feat. Nick Colletti: Shrimp Creature (Buygore Records)
- 2017: Borgore feat. Mad Cobra: Domino (Buygore Records)
- 2017: Borgore: Savages (Buygore Records / Armada Music)
- 2017: Borgore: Blasphemy (Buygore Records)
- 2017: Borgore feat. Bella Thorne: Salad Dressing (Buygore Records / Kobalt Music)
- 2018: Borgore: Coco Puffs (Buygore Records)
- 2018: Borgore x SVDDEN DEATH: Svddengore (Buygore Records)
- 2018: Borgore x Gentlemens Club feat. Watson: Freak (Buygore Records)
- 2018: Borgore x Benda: BYD (Buygore Records)
- 2018: Borgore x Axel Boy feat. GG Magree: Reasons (Buygore Records)
- 2018: Borgore x AFK: Jimmy's Rage (Buygore Records)
- 2018: Borgore: Elefante (Buygore Records / Spinnin' Records)
- 2018: Borgore feat. THIRTY RACK & Gucci Mane: MOP (Buygore Records) (The Firest)
- 2019: Borgore & Benda: Camo Diamond Rolly (Buygore Records)
- 2019: Borgore: Are U Up? (Buygore Records)
- 2019: Borgore: Summerlake (Buygore Records) (The Art Of Gore)
- 2019: Borgore feat. Abella Danger: 911 (Buygore Records) (The Art Of Gore)
- 2019: Borgore: Petty (Buygore Records) (The Art Of Gore)
- 2019: Borgore: Tetris (Buygore Records) (The Art Of Gore)
- 2019: Borgore feat. Tommy Cash: Forever In My Debt (Buygore Records) (The Art Of Gore)
- 2020: Borgore: RFG (Buygore Records)
- 2020: Borgore x ETC!ETC! X SNC: RATATATA (Buygore Records) (The Buygore Mixtape, Vol. 1)
- 2020: Borgore x Karetus X Sanova: Basketball (Buygore Records)
- 2020: Borgore x Benda: Snake Shot (Buygore Records)
- 2020: Borgore x WODD: Sweet Dreams (Buygore Records)
- 2020: Borgore feat. Tima Dee: Sad B*tch (Buygore Records)
- 2021: Borgore x T-Wayne: Rockstar Sh*t (Buygore Records)
- 2021: Borgore: I Don't Care (Buygore Records)
- 2021: Borgore feat. Jonathan.: FYPM (Buygore Records/Armada Music) (Slaughterhouse)
- 2021: Borgore: Sexy Boi (Buygore Records/Armada Music) (Slaughterhouse)
- 2022: Borgore x Los Karkik's: Si (Buygore Records)
- 2022: Borgore & Tima Dee: Way Up (Buygore Records)
- 2023: Borgore feat. Topias Jokipii: Disobey (Buygore Records)
- 2023: Borgore x Larkin Poe: Southern Comfort (Trap Remix) (Buygore Records)
- 2023: Borgore x Larkin Poe: Southern Comfort (Dubstep Remix) (Buygore Records)
- 2023: Borgore: Switzerland (Buygore Records)
- 2023: Borgore: Artificial Dubstep (Buygore Records) (CHIAROSCURO)
- 2023: Borgore x CupcakKe x Chase Icon: Abracadabra (Buygore Records) (CHIAROSCURO)
- 2024: Borgore & Tima Dee: Dissociated (Buygore Records) (CHIAROSCURO)
- 2024: Borgore & ARTIX!: MUCHO CA$H (Buygore Records) (CHIAROSCURO)
- 2024: Borgore: Find Someone (Buygore Records)
- 2025: Borgore & KinderCore: Unicorn (Buygore Records)

### Remixes
- Onili: Sentimental (Borgore Body Remix)
- Rusko: Woo Boost (Borgore Remix)
- Britney Spears: Womanizer (Borgore Remix)
- Jellybass and Brother Culture: No Love (Borgore and Jazzsteppa Remix)
- Passion Pit: Sleepyhead (Borgore Remix)
- Bring Me The Horizon: It Never Ends (Borgore VIP Remix)
- Neon Hitch: Get Over You (Borgore Remix)
- Gorillaz: Clint Eastwood (Borgore's Drinking is Bad Bootleg Remix)
- Asking Alexandria: The Final Episode (Let’s Change The Channel) (Borgore’s Die Bitch Remix)
- M.I.A.: Illygirl (Borgore Illygore Remix)
- Hollywood Undead: I Don't Wanna Die (Borgore Remix)
- LMFAO: Sexy and I Know It (Borgore and Tomba Remix)
- Dev: Kiss My Lips (Borgore Remix)
- Cedric Gervais: Molly (Borgore Suck My Tit Remix)
- Waka Flocka Flame: Rooster In My Rari (Borgore Remix)
- Metallica: Master Of Puppets (Borgore Remix)
- AWOLNATION: Sail (Borgore Remix)
- Migos: Hannah Montana (Borgore & ProtohypeRemix)
- The Marvelettes: Please Mr. Postman (Borgore and Luke & Skywalker Remix)
- Ed Sheeran - Lego House (Borgore Remix)
- Dirtyphonics: Hanging On Me (Borgore & Ookay Remix)
- Borgore : Legend (Borgore & Carnage Remix)
- Jason Derulo: Wiggle (Borgore Remix)
- O.T. Genasis: CoCo (Borgore Remix)
- KSHMR & Dillon Francis: Clouds ft. Becky G (Borgore Remix)
- Borgore & Addison: School Daze (Borgore & Tisoki Remix)
- Selena Gómez: Same Old Love (Borgore Remix)
- Rihanna: Needed Me (Borgore Remix)
- Pink Guy: Dumplings (Borgore Remix) (2017)
- Pháo - 2 Phú Hon (Borgore Remix)